# Baja presión atmosférica

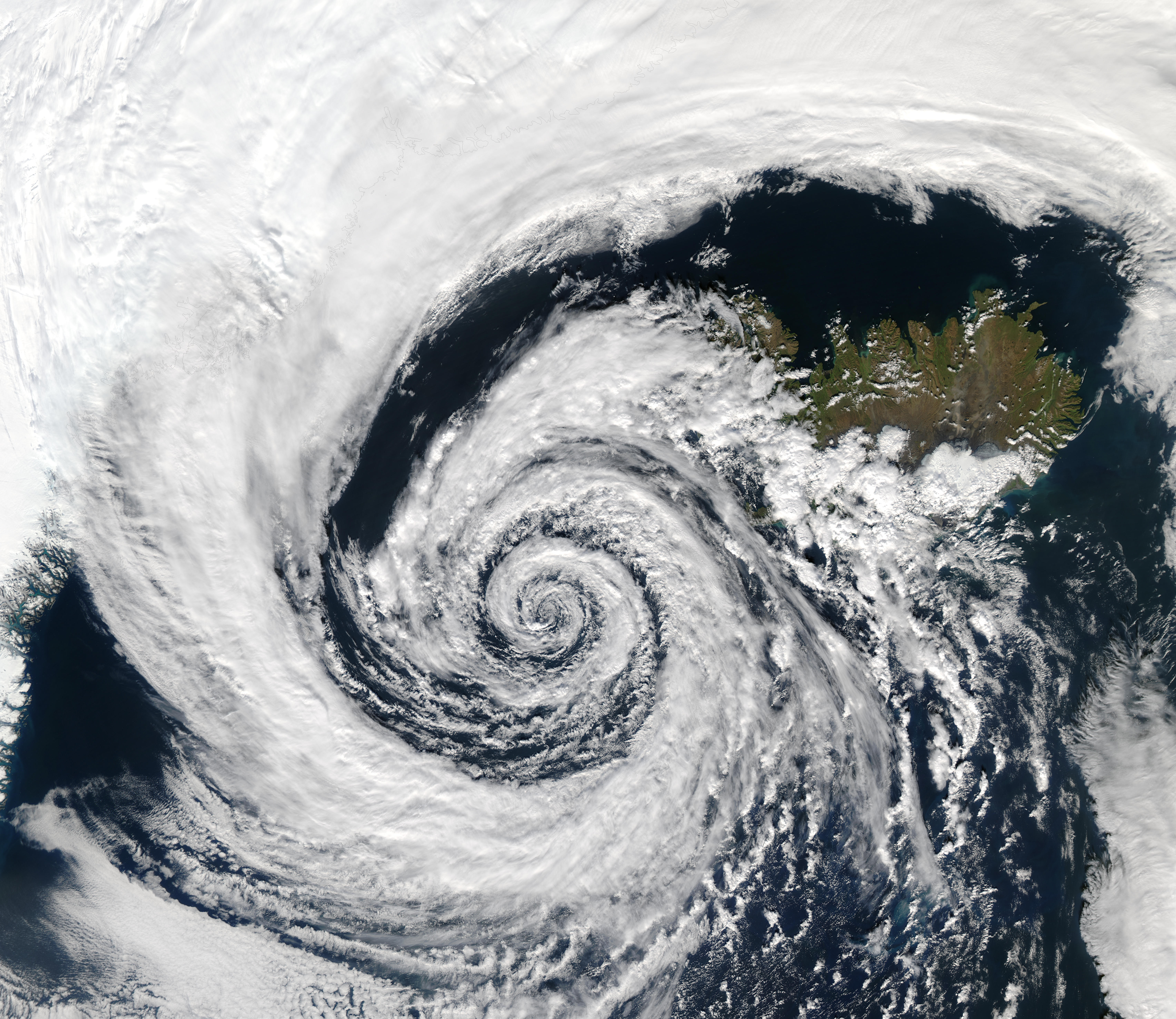
Una borrasca gira en la costa suroeste de Islandia, ilustrando la máxima «la naturaleza aborrece el vacío» (entiéndase en sentido metafórico). El vacío en este caso, es una región de baja presión atmosférica. Para llenar este vacío, el aire cercano de un sistema anticiclónico se mueve a su lugar y gira en torno a la zona de baja presión en sentido horario, por lo que levanta el aire más caliente, que tiene menor densidad, condensándose y formando una nube en espiral que gira, a su vez, en sentido antihorario. Debido a que este sistema se formó en el hemisferio norte, el viento giraba hacia el centro de la borrasca en dirección contraria a las agujas del reloj; este fenómeno se conoce como efecto Coriolis (en el hemisferio sur, el efecto Coriolis se manifestaría por una rotación en el sentido de las agujas del reloj). 4 de septiembre de 2003.

Una baja presión, zona de baja presión, depresión, (o a veces llamada borrasca que también se usa indistintamente para ciclón extratropical), es una masa de aire donde la presión atmosférica es más baja que la del aire circundante. Siendo lo contrario a una zona de alta presión. Las tormentas tropicales, ciclones extratropicales y los ciclones polares o árticos reciben el nombre de células de baja presión, especialmente en comunidades angloparlantes.
Las bajas presiones se asocian normalmente con vientos fuertes y elevación atmosférica. Esta elevación suele producir cielo cubierto, debido al gradiente térmico cuando el aire se satura. Así, las bajas presiones suelen traer cielos nubosos o cubiertos, que pueden minimizar la temperatura diurna tanto en verano como en invierno. Esto se produce por la entrada de menos radiación solar de radiación de onda corta y temperaturas más bajas, ya que las nubes reflejan la luz solar. De noche, el efecto de absorción de las nubes en la onda larga, como el calor de la superficie, permite que las temperaturas diurnas sean más frescas en todas las estaciones del año.
Climatológicamente, las bajas presiones en los trópicos se forman en la zona de convergencia intertropical, como parte de la circulación de la célula de Hadley. Muchos de los bosques de pluviselva o bosque tropical lluvioso están asociados con estos sistemas climatológicos de baja presión. Los ciclones extratropicales o borrascas frontales son un fenómeno de la zona templada, y se desarrollan a lo largo de frentes polares como resultado de la interacción entre las masas de aire frío y caliente. Las bajas presiones térmicas también se forman en zonas como el valle de la Muerte debido al intenso calor despedido desde la superficie; son mucho más pequeñas en extensión geográfica que los frentes de convergencia o las borrascas frontales.
Los sistemas de baja presión en superficie tenderán a ser pequeños en área y tener vientos en superficie más fuertes que un sistema anticiclónico, debido a la fricción en superficie, al gradiente barométrico, fuerza centrífuga y efecto Coriolis que controlan la circulación.
En los desiertos, la ausencia de humedad y plantas en superficie que normalmente proporcionarían refrigeración (por evaporación) puede llevar a un aumento rápido e intenso del calor solar en las capas bajas del aire. El aire caliente es menos denso que el aire frío de alrededor. Esto, combinado con la elevación de aire caliente, resulta en una baja presión aislada, llamada baja termal.